# Miss USA 2018
Miss USA 2018 fue la 67.ª edición del certamen Miss USA correspondiente al año 2018; se realizó el 21 de mayo en el Hirsch Memorial Coliseum, en Shreveport, Louisiana. Candidatas provenientes de los 50 estados del país y el Distrito de Columbia compitieron por el título. Al final del evento, Kára McCullough, Miss USA 2017 del Distrito de Columbia coronó a Sarah Rose Summers de Nebraska como su sucesora, quien representó a Estados Unidos en Miss Universo 2018 colocándose dentro del grupo de cuartofinalistas (Top 20).
La noche final será emitida en vivo y en directo por la cadena FOX, con difusión simultánea en español por Azteca América y ABS-CBN. La gala final será conducida por Vanessa Lachey y Nick Lachey. Los artistas que amenizaran la velada son: 98 Degrees y Lee Brice.
Por primera vez, el concurso Miss Teen USA 2018 se llevó a cabo al mismo tiempo, con la final de la competencia Teen celebrada justo antes de la competencia Miss USA.

## Resultados
| Posiciones        | Candidata |
| ----------------- | --- |
| Miss USA 2018     | - Nebraska — Sarah Rose Summers |
| Primera finalista | - Carolina del Norte — Caelynn Miller-Keyes |
| Segunda finalista | - Nevada — Carolina Urrea |
| Top 5             | - Dakota del Sur — Madison Nipe § - Florida — Génesis Dávila                                                                                      |
| Top 10            | - California — Kelley Johnson - Georgia — Marianny Egurrola - Maine — Marina Gray - Nueva Jersey — Alexa Noone - Tennessee - Alexandra Harper     |
| Top 15            | - Maryland — Brittinay Nicolette - Míchigan — Elizabeth Johnson - Massachusetts — Allissa Latham - Oregón — Toneata Morgan - Texas — Logan Lester |

§ Votada Por el Público

### Orden de clasificación
| Top 15             | Top 10             | Top 5              | Top 3              |
| ------------------ | ------------------ | ------------------ | ------------------ |
| Dakota del Sur §   | California         | Nevada             | Nebraska           |
| Georgia            | Maine              | Florida            | Carolina del Norte |
| Maine              | Nevada             | Nebraska           | Nevada             |
| Texas              | Tennessee          | Carolina del Norte |                    |
| Nueva Jersey       | Nueva Jersey       | Dakota del Sur     |                    |
| Nebraska           | Nebraska           |                    |                    |
| Florida            | Carolina del Norte |                    |                    |
| Nevada             | Georgia            |                    |                    |
| Massachusetts      | Dakota del Sur     |                    |                    |
| Maryland           | Florida            |                    |                    |
| Tennessee          |                    |                    |                    |
| Oregon             |                    |                    |                    |
| Carolina del Norte |                    |                    |                    |
| Michigan           |                    |                    |                    |
| California         |                    |                    |                    |

- § Votada por el público..

## Áreas de competencia

### Final
El grupo de 15 cuartofinalistas será dado a conocer durante la competencia final, seleccionado por un jurado preliminar y la Organización Miss USA, quienes eligieron a las concursantes que más destacaron en las tres áreas de competencia durante la etapa preliminar.
Adicionalmente, el público pudo elegir a su candidata predilecta a través de la aplicación oficial de Miss USA, siendo esta la acreedora de la última plaza.
Estas 15 cuartofinalistas serán evaluadas por un jurado final y por el público quien tendrá a su disposición la aplicación oficial para teléfonos inteligente:
- Las 15 cuartofinalistas desfilarán en una nueva ronda en traje de baño, donde sadrán de la competencia 5 de ellas.
- Las 10 semifinalistas desfilarán en una nueva ronda en traje de gala, donde saldrán de la competencia 4 de ellas.
- Las 5 finalistas se someterán a una pregunta eliminatoria acerca de temas de actualidad, y 2 más saldrán de la competencia.
- Las 3 últimas finalistas serán sometidas a una misma pregunta final, y posteriormente darán una última pasarela, donde el panel de jueces junto al público votante considerarán la impresión general que dejó cada una de las finalistas para votar y definir posiciones finales.

### Comité de Selección Final
- Natasha Curry - presentadora de televisión, presentadora de noticias y Miss Washington USA 1998.
- Jamie Kern Lima - empresaria, personalidad de la televisión de realidad y Miss Washington USA 2000.
- Liliana Vazquez - presentadora de televisión.
- Crystle Stewart - presentadora de televisión, modelo Miss USA 2008 de Texas.
- Denise White - empresaria y Miss Oregon USA 1994.
- Paula Shugart - presidenta de la Organización Miss Universo, Miss USA y Miss Teen USA.

### Competencia preliminar
El 17 de mayo todas las candidatas desfilaron en traje de baño y traje de noche en el marco de un espectáculo llamado Espectáculo de presentación; se presentaron y desfilaron ante los jueces preliminares, quienes tomaron en cuenta su impresión de las candidatas durante ese espectáculo para seleccionar a parte de las cuartofinalistas. El evento fue transmitido en vivo vía internet.

### Jurado preliminar
- Natasha Curry - presentadora de televisión, presentadora de noticias y Miss Washington USA 1998.
- Jamie Kern Lima - empresaria, personalidad de la televisión de realidad y Miss Washington USA 2000.
- Liliana Vazquez - presentadora de televisión.
- Crystle Stewart - presentadora de televisión, modelo Miss USA 2008 de Texas.
- Denise White - empresaria y Miss Oregon USA 1994.

### Premiaciones especiales oficiales
La Organización Miss USA otorgó dos premios especiales durante las actividades del Miss USA 2018:

### Miss Simpatía USA 2018
La concursante ganadora al reconocimiento como Miss Simpatía (Miss Congeniality) fue elegida por las mismas concursantes, quienes votaron en secreto por aquella de sus compañeras que reflejó mejor el sentido de sana competencia, fraternidad y amistad entre los estados.
Ganadora:  Alaska - Brooke Johnson

### Miss Fotogénica USA 2018
Miss Fotogénica fue elegida por el panel de jueces preliminar, eligiendo a la concursante cuyas fotos fueron las mejores.
Ganadora:  Florida - Génesis Dávila

## Relevancia histórica del concurso

### Resultados
- Nebraska gana por primera vez el título, convirtiéndose en el estado 35° en ganar el título de Miss USA.
- Carolina del Norte obtiene el puesto de Primera Finalista por primera vez.
- Nevada obtiene el puesto de Segunda Finalista por quinta vez. La última vez fue en 1970.
- Dakota del Sur avanza a la ronda de finalistas por primera vez anotando su clasificación más alta hasta la fecha.
- California, Nueva Jersey y Tennessee repiten clasificación a semifinales.
- California clasifica por tercer año consecutivo.
- Nueva Jersey y Tennessee clasifican por segundo año consecutivo.
- Dakota del Sur y Georgia clasificaron por última vez en 2016.
- Maryland, Míchigan, Nevada y Texas clasificaron por última vez en 2015.
- Florida y Nebraska clasificaron por última vez en 2014.
- Carolina del Norte y Massachusetts clasificaron por última vez en 2013.
- Maine clasificó por última vez en 2012.
- Oregón clasificó por última vez en 2004.
- Distrito de Columbia rompe una racha de clasificaciones y de años ganados que venía haciendo desde 2016.
- Carolina del Sur rompe una racha de clasificaciones que mantenía desde 2016.
- Misuri rompe una racha de clasificaciones que mantenía desde 2016.

## Candidatas
53 candidatas compitieron por el título:
(En la tabla se utiliza su nombre completo, los sobrenombres van entrecomillados y los apellidos utilizados como nombre artístico, entre paréntesis; fuera de ella se utilizan sus nombres «artísticos» o simplificados).
| Estado/Territorio                    | Candidata                         | Edad | Residencia         |
| ------------------------------------ | --------------------------------- | ---- | ------------------ |
| Alabama                              | Hannah Kelsey Brown               | 23   | Puerto Norte       |
| Alaska                               | Brooke Lynn Johnson               | 26   | Anclaje            |
| Arizona                              | Nicole Justine Smith              | 22   | Phoenix            |
| Arkansas                             | Lauren Ashton Weaver              | 21   | Greenwood          |
| California                           | Kelley Elizabeth Johnson Haffner  | 25   | Los Ángeles        |
| Carolina del Norte                   | Caelynn Marie Miller-Keyes        | 22   | Asheville          |
| Carolina del Sur                     | Victoria "Tori" Carol Sizemore    | 21   | Anderson           |
| Colorado                             | Chloe Reece Brown                 | 22   | Grand Junction     |
| Connecticut                          | Jamie Michelle Hughes             | 24   | Stamford           |
| Dakota del Norte                     | Abigail "Abby" Pogatshnik         | 20   | Bismarck           |
| Dakota del Sur                       | Madison Maricie Nipe              | 21   | Madison            |
| Delaware                             | Sierra Belle Wright               | 20   | Wilmington         |
| Distrito de Columbia                 | Bryce Ariel Armstrong             | 21   | Washington D. C.   |
| Florida                              | Génesis María Dávila Pérez        | 25   | Miami              |
| Georgia                              | Marianny Daniela Egurrola Daza    | 24   | Atlanta            |
| Guam                                 | Sissie Luo                        | 21   | Tumon              |
| Hawái                                | Julianne Chu                      | 25   | Honolulu           |
| Idaho                                | Téa Draganović                    | 23   | Boise              |
| Illinois                             | Karolina Jaśko                    | 20   | Chicago            |
| Indiana                              | Darrian Rachel Arch               | 23   | Chesterton         |
| Iowa                                 | Jenny Kim Valliere                | 27   | Cedar Rapids       |
| Islas Vírgenes de los Estados Unidos | Anisha Tonge                      | 26   | Charlotte Amalie   |
| Kansas                               | Melanie Nicole Shaner             | 20   | Overland Park      |
| Kentucky                             | Braea Christine Tilford           | 25   | Louisville         |
| Luisiana                             | Lauren Michele Vizza              | 28   | Shreveport         |
| Maine                                | Marina Rosemary Gray              | 22   | Trenton            |
| Maryland                             | Brittinay Michelle Nicolette      | 26   | Rockville          |
| Massachusetts                        | Allissa Marie Latham              | 26   | Lowell             |
| Míchigan                             | Elizabeth Danielle Johnson        | 24   | Detroit            |
| Minnesota                            | Kalie Kathleen Wright             | 24   | Minneapolis        |
| Misisipi                             | Laine Alden Mansour               | 21   | Tupelo             |
| Misuri                               | Victoria "Tori" Ann Kruse         | 26   | Lee's Summit       |
| Montana                              | Dani Lynn Walker                  | 28   | Billings           |
| Nebraska                             | Sarah Rose Summers                | 23   | Omaha              |
| Nevada                               | Carolina Adriana Urrea            | 23   | Paraíso            |
| Nueva Jersey                         | Alessandra "Alexa" Savarino Noone | 23   | Bayona             |
| Nueva York                           | Génesis Camila Suero Matos        | 26   | Brooklyn           |
| Nuevo Hampshire                      | Michelle McEwan                   | 25   | Portsmouth         |
| Nuevo México                         | Kristen Nicole Leyva              | 23   | Santa Fe           |
| Ohio                                 | Deneen Paige Penn                 | 20   | Cortland           |
| Oklahoma                             | Cheyene Darling Gorman            | 20   | Ciudad de Oklahoma |
| Oregón                               | Toneata Martocchio Morgan         | 21   | Coquille           |
| Pensilvania                          | Olivia Ann Suchko                 | 21   | Belle Vernon       |
| Puerto Rico                          | Christine Caride                  | 22   | San Juan           |
| Rhode Island                         | Daescia "Daisy" DeMoranville      | 21   | Johnston           |
| Tennessee                            | Alexandra Harper                  | 25   | Franklin           |
| Texas                                | Logan Makenzie Lester             | 22   | San Antonio        |
| Utah                                 | Narine Ishhanov                   | 24   | Bluffdale          |
| Vermont                              | Maia-Jena Allo                    | 20   | Colchester         |
| Virginia                             | Ashley Amanda Vollrath            | 21   | Blacksburg         |
| Virginia Occidental                  | Casey Lassiter                    | 21   | Spencer            |
| Washington                           | Abigail Jane Hill                 | 19   | Mill Creek         |
| Wisconsin                            | Regina Gray                       | 27   | Milwaukee          |
| Wyoming                              | Callie Mae Bishop                 | 27   | Casper             |

## Datos acerca de las delegadas
Algunas de las delegadas del Miss USA 2018 han participado, o participarán, en otros certámenes internacionales de importancia:
- Lauren Weaver (Arkansas) fue Miss Teen Arkansas 2014.
- Kelley Johnson (California) fue Miss Colorado 2015.
- Caelynn Miller-Keyes (Carolina del Norte) fue Miss Teen Virginia 2013.
- Tori Sizemore (Carolina del Sur) fue Miss Teen Carolina del Sur 2013.
- Chloe Brown (Colorado) fue Miss Teen Colorado 2014.
- Sierra Wright ( Delaware) fue Miss Teen Delaware 2015.
- Génesis Davila (Florida) fue Miss Mundo Puerto Rico 2014.
- Julianne Chu (Hawái) fue Miss Teen Hawai 2010.
- Arco de Darrian (Indiana) fue Miss Teen Indiana 2013.
- Melanie Shaner (Kansas) fue Miss Teen Kansas 2015.
- Kalie Wright (Minnesota) fue Miss Idaho 2015.
- Lauren Vizza (Luisiana) fue Miss Luisiana 2012.
- Sarah Summers (Nebraska) fue Miss Teen Nebraska 2012.
- Callie Bishop (Wyoming) fue Miss Teen Wyoming 2008.

Algunas de las delegadas nacieron o viven en otro país al que representarán, o bien, tienen un origen étnico distinto:
- Génesis Davila (Florida) nació en Puerto Rico.
- Marianny Egurrola (Georgia) nació en Colombia, y se múdo a los Estados Unidos quince años de edad.
- Téa Draganovic (Idaho) nació en Alemania, y posee ascendencia bosnia.
- Karolina Jasko (Illinois) nació en Polonia.
- Jenny Valliere (Iowa) tiene ascendencia coreana, francesa, irlanda y checa.
- Laine Mansour (Misisipi) tiene ascendencia libanésa.
- Carolina Urrea (Nevada) tiene ascendencia mexicana y colombiana.
- Michelle McEwan (Nueva Hampshire) nació en Tailandia.
- Alexa Noone (Nueva Jersey) tiene ascendencia filipina, nicaragüense, alemana y irlandesa.
- Genesis Suero (Nueva York) nació en República Dominicana, se múdo a los Estados Unidos trece años de edad y se convirtió en súbdito estadounidense a 21 años.
- Narine Ishhanov (Utah) nació en Turkmenistán, posee ascendencia armenia y se múdo a los Estados Unidos once años de edad.

Otros datos significativos de algunas delegadas:
- Marianny Egurrola (Georgia) es Sobrina de Señorita Colombia 1988 María Teresa Egurrola.
- Alexandra Harper (Tennessee) es Hija de Miss Tennessee EE. UU 1981 Sharon Kay Steakly.
- Hannah Brown (Alabama) y Caelynn Miller-Keyes (Carolina del Norte) participan de la 23.ª temporada del reality show The Bachelor, mientas Brown más tardes protagnizo de la 15.ª temporada del The Bachelorette.